# Vojcek (opera)
Vojcek (německy Wozzeck) je opera o 3 jednáních a 15 obrazech rakouského skladatele Albana Berga. Vznikala v letech 1915 až 1921 a řadí se k operní avantgardě dvacátého století.
Libreto, které si Berg napsal sám, je založeno na německém dramatickém fragmentu Woyzeck od Georga Büchnera. Existuje také stejnojmenná opera na totéž téma od Manfreda Gurlitta. Doba trvání opery je přibližně 100 minut, nemá žádnou přestávku.

## Významné premiéry
Světová premiéra se odehrála 14.12.1925 v berlínské státní opeře pod taktovkou Ericha Kleibera. Proti opeře se protestovalo již během zkoušek, dále potom během premiéry. Alban Berg byl osočen z otrávení tradice německé hudby a z toho, že podvádí jak publikum, tak hudebníky.
| Postavy                                | Hlasové party    | První obsazení    |
| -------------------------------------- | ---------------- | ----------------- |
| Vojcek                                 | baryton          | Leo Schützendorf  |
| Marie                                  | soprán           | Sigrid Johanson   |
| Mariin chlapec                         | chlapecký soprán | Ruth Iris Witting |
| Důstojník                              | tenor            | Waldemar Henke    |
| Doktor                                 | bas              | Martin Abendroth  |
| Velitel                                | tenor            | Fritz Soot        |
| Andres                                 | tenor            | Gerhard Witting   |
| Margret                                | alt              | Jessyka Koettrik  |
| 1. tovaryš                             | bas              | Ernst Osterkamp   |
| 2. tovaryš                             | baryton          | Alfred Borchardt  |
| Blázen                                 | tenor            | Marcel Noé        |
| Voják                                  | baryton          | Leonhard Kern     |
| Vojáci, chlapci, dívky, nevěstky, děti |                  |                   |

### Uvedení v Praze
Národní divadlo v Praze bylo po Berlíně druhým operním domem, které operu uvedlo. Dirigoval Otakar Ostrčil a řežíroval Ferdinand Pujman. Představení se setkalo s ostrou kritikou, při třetím předvedení 16. listopadu 1926 byla zorganizována výtržnost a následně bylo představení zakázáno. Řada předních hudebních umělců i dalších osobností (např. Josef Bohuslav Foerster, Jaroslav Křička, Václav Rabas, Karel Teige, E. F. Burian, Zdeněk Nejedlý a další) podepsala prohlášení Projev uměleckých korporací ve věci Bergovy opery Vojcek ve kterém zhodnotila představení jako vynikající a odsoudila jeho zákaz jako „dalekosáhlé zasažení do svobody uměleckého projevu.“
Národní divadlo uvedlo tuto operu ještě v letech 1959 a 2009. 
| Postavy                                                                                 | První obsazení     |
| --------------------------------------------------------------------------------------- | ------------------ |
| Vojcek                                                                                  | Václav Novák       |
| Mařka                                                                                   | Marie Veselá       |
| Mařčin synek                                                                            | Eva Kahlerová      |
| Doktor                                                                                  | Emil Pollert       |
| Tambor                                                                                  | Theodor Schütz     |
| Ondřej                                                                                  | Josef Otakar Masák |
| Markéta                                                                                 | Božena Kozlíková   |
| 1. tovaryš                                                                              | Josef Munclingr    |
| 2. tovaryš                                                                              | Karel Hruška       |
| Blázen                                                                                  | Josef Bole         |
| Voják                                                                                   | Otakar Häusler     |
| děti: Marie Čermáková, Marie Hrabová, Marie Jelínková, Milada Ševcovicová, Marie Kosová |                    |

Další premiéra se odehrála roku 1927 v Petrohradě, kdy byla sovětskými kritiky prohlášena za bolševické dílo. Alban Berg byl osobně přítomen všem třem premiérám v Berlíně, Praze i Petrohradu.